# 蒙铁尔
蒙铁尔，是西班牙卡斯蒂利亚-拉曼恰雷阿尔城省的一个市镇。 总面积271平方公里，总人口1676人（2001年），人口密度6人/平方公里。